# 全日本卓球選手権大会
全日本卓球選手権大会（ぜんにほんたっきゅうせんしゅけんたいかい、英: All Japan Table Tennis Championships）は、日本卓球協会が主催で毎年1月に東京体育館で行われる、その年度の日本一を決める卓球の大会である。大会は一般・ジュニアの部（高校生以下）のほかに、別開催として、ホープス・カブ・バンビの部（小学生以下）、カデットの部（中学2年生以下）、団体の部、マスターズの部（30歳以上）がそれぞれ開催される。また男子は天皇杯（1948年度大会から）、女子は皇后杯（1951年度大会から）として開催され、男子シングルス（一般）、女子シングルス（一般）の優勝者に対し、それぞれ天皇杯、皇后杯が授与される。

## 概要
全日本卓球選手権大会は、日本卓球協会主催のその年度の日本一を決める卓球の大会である。大会は1935年にプレ開催。翌1936年、正式に初開催された。また一般・ジュニアの部（高校生以下）のほかに、別開催として、ホープス・カブ・バンビの部（小学生以下）、カデットの部（中学2年生以下）、団体の部、マスターズの部（30歳以上）がそれぞれ開催される。
かつては東京武道館で年末に開催されたが、2003年度から翌年1月に東京体育館で行われている。ただし、東京体育館が大規模改修工事が行われる年は他会場での代替開催となり、2012年度（2013年1月）は代々木第一体育館で、2018年度（2019年1月）と2019年度（2020年1月）は大阪市中央体育館（丸善インテックアリーナ大阪）で開催される。男子は天皇杯（1948年度大会から）、女子は皇后杯（1951年度大会から）として開催される。
競技種目は男女シングルス、男女ダブルス、混合ダブルスで、これらの種目は基本的には日本国籍の者しか出場することができない。
2009年度一般の部は男子シングルス267名、女子シングルス255名、男子ダブルス133組、女子ダブルス123組、混合ダブルス100組が参加。
観客動員数は近年増え続けており、2009年度は15000人(6日間、一日平均2500人)であったが2015年度は25300人(7日間、一日平均3614人)となっている。
2015年度大会より旧来のセルロイドボールよりプラスチックボールへ変更されたが各社のボール品質のばらつきがあり、試合直前の選手同士のジャンケンで使用球を決める方式ではなく統一球を導入して欲しいという選手の要望を受け、2017年度より本戦では統一球が導入された。初年度は上限ありの入札方式で同一額で並んだ場合は抽選でメーカーを決める方式が採用され、タマスに決定した。
2018年度大会はマルチボールが採用された。
近年では7日間の日程でシニア男女シングルス、男女ダブルス、混合ダブルスと男女ジュニアの集中開催という形式になっており、シングルスとダブルスの両種目に出場する選手にとっては体力的な負担が大きくなっていると言われる。このため、日本卓球協会では2023年12月9日の理事会で2025年及び2026年の全日本卓球選手権大会の開催方式を協議し、その結果、「東京で男女シニアのシングルス及び男女ジュニアを6日間の日程で開催し、3日間のインターバルを設けた後に会場を愛知県豊田市に移して男女シニアのダブルス及び混合ダブルスを4日間開催する」という分離開催形式を採用することを決定した。協会では2025年及び2026年の2年、この形式をトライアル実施する方針を示している。

## 一般の部

### 大会方式
ノックアウトトーナメント方式を採用。
第1ステージは、11ポイント5ゲームマッチ。第2ステージ（ベスト32決定戦以降）は、11ポイント7ゲームマッチ。

### 歴代結果
シングルスの最多優勝は男子が水谷隼の10回、女子は小山ちれの8回、最年少記録は男子は張本智和の14歳6カ月、女子は平野美宇の16歳9ヶ月。
| 開催回     | 開催年 | 開催地    | 男子シングルス | 男子シングルス | 女子シングルス | 女子シングルス | 男子ダブルス          | 男子ダブルス          | 女子ダブルス          | 女子ダブルス          | 混合ダブルス          | 混合ダブルス          |
| 開催回     | 開催年 | 開催地    | 優勝           | 準優勝         | 優勝           | 準優勝         | 優勝                  | 準優勝                | 優勝                  | 準優勝                | 優勝                  | 準優勝                |
| ---------- | ------ | --------- | -------------- | -------------- | -------------- | -------------- | --------------------- | --------------------- | --------------------- | --------------------- | --------------------- | --------------------- |
| 昭和10年度 | 1935   | 東京      | 中川武夫       | 石橋舜之助     | 境美智子       | 高橋美千子     | 山田孝次郎 田村金造   | 中川武夫 武川新七     | 朝倉芳子 吉井一枝     | 高橋美千子 増田静子   |                       |                       |
| 昭和11年度 | 1936   | 東京      | 中川武夫       | 澤田正幸       | 保原キヨ       | 増田静子       | 山田孝次郎 田村金造   | 澤田正孝 加賀谷勝美   | 保原キヨ 高橋美千子   | 小沢満さえ 増田静子   |                       |                       |
| 昭和12年度 | 1937   | 東京      | 渡辺重五       | 今孝           | 保原キヨ       | 吉田きく江     | 渡辺重五 黒田利一     | 川村澄 堀川稔         | 横田静江 吉田きく江   | 戸口富子 高木敏子     |                       |                       |
| 昭和13年度 | 1938   | 東京      | 今孝           | 須山末吉       | 保原キヨ       | 幸岡一江       | 今孝 須山末吉         | 平原文雄 前田昇       | 吉田きく江 松浦弥寿子 | 戸口富子 高木敏子     |                       |                       |
| 昭和14年度 | 1939   | 東京      | 今孝           | 頼天頤         | 保原キヨ       | 塩谷昌子       | 今孝 須山末吉         | 前田昇 広松泰三       | 吉田きく江 松浦弥寿子 | 田中時恵 高市恵美香   |                       |                       |
| 昭和15年度 | 1940   | 東京      | 頼天頤         | 崔根恒         | 松浦弥寿子     | 長田邦子       | 崔根恒 西山恵之助     | 今孝 須山末吉         | 田中時恵 高市恵美香   | 松浦弥寿子 浅堀操子   |                       |                       |
| 昭和21年度 | 1946   | 宝塚      | 藤井則和       | 田舛彦介       | 加藤君枝       | 川村富子       | 西山恵之助 西村博義   | 田舛吉郎 光田         | 加藤君枝 浅堀みさ子   | 高市恵美香 郷田       | 藤井則和 松本貴代子   | 中田鐵士 丸山         |
| 昭和22年度 | 1947   | 名古屋    | 藤井則和       | 佐藤博治       | 松本貴代子     | 浅堀みさ子     | 門尾豊徳 伊藤守之助   | 西山恵之助 西村博義   | 松本貴代子 伊藤芳子   | 園井貴美尾 西村昭子   | 余江捨二 加藤君枝     | 古田冨士雄 松本貴代子 |
| 昭和23年度 | 1948   | 横浜      | 藤井則和       | 斎地繁敏       | 松本貴代子     | 渡辺睦子       | 林忠明 南波好宏       | 中田鉄士 斎地繁敏     | 佐藤恵子 井上正子     | 平田キヨ 風間路子     | 守屋泰二 渡辺睦子     | 藤井則和 添田興志子   |
| 昭和24年度 | 1949   | 高松      | 藤井則和       | 斎地繁敏       | 田中良子       | 佐藤恵子       | 藤井則和 上西康彦     | 伊藤博英 伊藤芳夫     | 佐藤恵子 井上正子     | 田坂清子 楢原静       | 田舛彦介 田中良子     | 本庄俊彦 西村登美江   |
| 昭和25年度 | 1951   | 諏訪      | 林忠明         | 浅野英雄       | 楢原静         | 田中良子       | 松山博夫 山田清治     | 南波好宏 椎名俊之     | 西村登美江 石原れい子 | 大越喜美子 土井民枝   | 溝畑司呂 西山貴代子   | 本庄俊彦 西村登美江   |
| 昭和26年度 | 1951   | 京都      | 藤井則和       | 中恒造         | 西村登美江     | 大久保里子     | 溝畑司呂 井原照雄     | 藤井則和 山田清治     | 西村登美江 石原れい子 | 渡辺睦子 川口沙智子   | 峰石忠雄 田中良子     | 溝畑司呂 石原れい子   |
| 昭和27年度 | 1953   | 徳島      | 富田芳雄       | 溝畑司呂       | 田中良子       | 西村登美江     | 古沢吉之介 中恒造     | 溝畑司呂 井原照雄     | 佐藤富士子 山本千代子 | 西村登美江 石原れい子 | 本庄俊彦 西村登美江   | 川井一男 後藤英子     |
| 昭和28年度 | 1953   | 天理      | 荻村伊智朗     | 田中利明       | 渡辺妃生子     | 江口冨士枝     | 荻村伊智朗 山田政功   | 溝畑司呂 井原照雄     | 田中良子 田坂清子     | 石原れい子 一井玲子   | 川井一男 後藤英子     | 荻村伊智朗 関澄子     |
| 昭和29年度 | 1954   | 横須賀    | 田中利明       | 角田啓輔       | 江口冨士枝     | 田中良子       | 長浜好人 広瀬浩一     | 池田武 川上十郎       | 佐藤富士子 山本千代子 | 難波多慧子 塩野美笑子 | 川井一男 後藤英子     | 金井倍郎 中村智恵子   |
| 昭和30年度 | 1955   | 東京      | 田中利明       | 角田啓輔       | 渡辺妃生子     | 田中良子       | 野平明雄 津野達雄     | 荻村伊智朗 田中利明   | 佐藤富士子 山本千代子 | 楢原静世 山川紀久子   | 田中利明 生野千恵子   | 荻村伊智朗 大川とみ   |
| 昭和31年度 | 1956   | 東京      | 田中利明       | 角田啓輔       | 江口冨士枝     | 渡辺妃生子     | 荻村伊智朗 田中利明   | 津野達雄 野平明雄     | 渡辺妃生子 設楽義子   | 楢原静世 土谷康子     | 荻村伊智朗 大川とみ   | 田中利明 生野千恵子   |
| 昭和32年度 | 1957   | 東京      | 成田静司       | 坂井昭一       | 山泉和子       | 大川とみ       | 坂井昭一 佐原睦男     | 村上輝夫 渋谷五郎     | 江口冨士枝 山泉和子   | 大川とみ 生野千恵子   | 坂本昇 難波多慧子     | 木田吉明 亀井敬子     |
| 昭和33年度 | 1958   | 大宮      | 成田静司       | 星野展弥       | 松崎キミ代     | 江口冨士枝     | 石橋征 山本義徳       | 成田静司 小倉喜八郎   | 松崎キミ代 村上淑子   | 江口冨士枝 山泉和子   | 荻村伊智朗 大川とみ   | 野平明雄 松崎キミ代   |
| 昭和34年度 | 1959   | 東京      | 渋谷五郎       | 荻村伊智朗     | 松崎キミ代     | 村上淑子       | 村上輝夫 渋谷五郎     | 星野展弥 木村光男     | 松崎キミ代 村上淑子   | 設楽義子 山泉和子     | 村上輝夫 山泉和子     | 瀬川栄次 山中教子     |
| 昭和35年度 | 1960   | 東京      | 星野展弥       | 荻村伊智朗     | 山泉和子       | 松崎キミ代     | 山本義徳 石橋征       | 江頭新生 福島萬治     | 設楽義子 山泉和子     | 松崎キミ代 村上淑子   | 村上輝夫 山泉和子     | 江頭新生 松崎キミ代   |
| 昭和36年度 | 1961   | 東京      | 木村興治       | 三木圭一       | 関正子         | 松崎キミ代     | 三木圭一 瀬川栄治     | 木村興治 上田浩       | 松崎キミ代 村上淑子   | 伊藤和子 山中教子     | 星野展弥 伊藤和子     | 福島萬治 栗田和代     |
| 昭和37年度 | 1962   | 東京      | 三木圭一       | 小中健         | 松崎キミ代     | 関正子         | 福島萬治 吉本忠義     | 三木圭一 瀬川栄治     | 設楽義子 中山千鶴子   | 伊藤和子 山中教子     | 木村興治 竹島貴子     | 三木圭一 関正子       |
| 昭和38年度 | 1963   | 東京      | 小中健         | 三木圭一       | 関正子         | 伊藤和子       | 新開卓 小林健一       | 福島萬治 吉本忠義     | 伊藤和子 山中教子     | 中山千鶴子 岸純子     | 伊東隆弘 石坂美智子   | 江頭新生 山中教子     |
| 昭和39年度 | 1964   | 東京      | 木村興治       | 小中健         | 山中教子       | 磯村淳         | 正木光久 有本登       | 福島萬治 吉本忠義     | 関正子 竹下ナツミ     | 磯村淳 大城昌子       | 三木圭一 関正子       | 日比野多賀治 磯村淳   |
| 昭和40年度 | 1965   | 東京      | 長谷川信彦     | 木村興治       | 森沢幸子       | 下山智子       | 鍵本肇 斉藤敏男       | 長谷川信彦 馬場園憲   | 森沢幸子 下山智子     | 境田美智子 尾形正子   | 長谷川信彦 田中友子   | 木村興治 竹島貴子     |
| 昭和41年度 | 1966   | 名古屋    | 長谷川信彦     | 高橋浩         | 山中教子       | 森沢幸子       | 田中英也 加藤優       | 木村興治 新開卓       | 浅枝敏子 直井敏子     | 磯村淳 橋本トシ子     | 三木圭一 山中教子     | 吉見康二 佐竹順子     |
| 昭和42年度 | 1967   | 名古屋    | 伊藤繁雄       | 木村興治       | 大関行江       | 清水照美       | 伊藤繁雄 河野満       | 田中英也 加藤優       | 浜田美穂 小野美恵子   | 清水照美 藤原ヨシ子   | 河原智 大関行江       | 馬淵常美 福野美恵子   |
| 昭和43年度 | 1968   | 名古屋    | 伊藤繁雄       | 長谷川信彦     | 小和田敏子     | 森沢幸子       | 伊藤繁雄 河野満       | 長谷川信彦 近藤有慶   | 小和田敏子 今野安子   | 広田佐枝子 福野美恵子 | 長谷川信彦 今野安子   | 河原智 大関行江       |
| 昭和44年度 | 1969   | 東京      | 長谷川信彦     | 伊藤繁雄       | 小和田敏子     | 今野安子       | 長谷川信彦 伊藤繁雄   | 田阪登紀夫 今野裕二郎 | 福野美恵子 平野美恵子 | 小和田敏子 今野安子   | 近藤有慶 今野安子     | 長谷川信彦 大関行江   |
| 昭和45年度 | 1970   | 伊勢      | 長谷川信彦     | 今野裕二郎     | 大関行江       | 平野美恵子     | 井上哲夫 仲村渠功     | 河野満 西飯徳康       | 平野美恵子 阪本礼子   | 福野美恵子 山口朝子   | 長谷川信彦 大関行江   | 伊藤繁雄 阪本礼子     |
| 昭和46年度 | 1971   | 東京      | 長谷川信彦     | 井上哲夫       | 大関行江       | 濱田美穂       | 井上哲夫 仲村渠功     | 河野満 西飯徳康       | 濱田美穂 大関行江     | 井上キヨ子 草野良子   | 阿部勝幸 阪本礼子     | 今野裕二郎 山口朝子   |
| 昭和47年度 | 1972   | 名古屋    | 高島規郎       | 長谷川信彦     | 横田幸子       | 高瀬良子       | 伊藤繁雄 阿部勝幸     | 田阪登紀夫 今野裕二郎 | 今野安子 平野美恵子   | 福野美恵子 山口朝子   | 阿部勝幸 阪本礼子     | 西飯徳康 西飯幸子     |
| 昭和48年度 | 1973   | 東京      | 長谷川信彦     | 井上哲夫       | 大関行江       | 阿部多津子     | 田阪登紀夫 今野裕二郎 | 永石幸久 原武進       | 枝野とみえ 長洞久美子 | 阪本礼子 森田るみ子   | 田村隆 小野文子       | 荒蒔基邦 高瀬良子     |
| 昭和49年度 | 1974   | 東京      | 阿部勝幸       | 高島規郎       | 横田幸子       | 小野智恵子     | 田阪登紀夫 今野裕二郎 | 阿部勝幸 阿部博幸     | 葛巻まゆみ 小野智恵子 | 小野文子 鎌倉由美子   | 伊藤繁雄 大関行江     | 田村隆 小野文子       |
| 昭和50年度 | 1975   | 東京      | 河野満         | 前原正浩       | 大関行江       | 横田幸子       | 藤本誠三 久世雅之     | 山吉啓二 永瀬治一郎   | 高山徳子 菅谷佳代     | 小野文子 鎌倉由美子   | 伊藤繁雄 大関行江     | 前原正浩 高山徳子     |
| 昭和51年度 | 1976   | 東京      | 河野満         | 高島規郎       | 小野智恵子     | 枝野とみえ     | 阿部勝幸 阿部博幸     | 仲村渠功 井上哲夫     | 小野文子 鎌倉由美子   | 横田幸子 千葉良子     | 前原正浩 葛巻まゆみ   | 西飯徳康 稲森愛弓     |
| 昭和52年度 | 1977   | 東京      | 河野満         | 前原正浩       | 長洞久美子     | 小野文子       | 阿部勝幸 阿部博幸     | 仲村渠功 井上哲夫     | 小野文子 鎌倉由美子   | 高橋省子 中井万里子   | 阿部博幸 福田京子     | 小山欣司 下田とわ子   |
| 昭和53年度 | 1979   | 東京      | 高島規郎       | 小野誠治       | 嶋内よし子     | 菅谷佳代       | 小野誠治 福江滋留     | 高島規郎 大嶋雅美     | 小野文子 鎌倉由美子   | 小室恵子 上野由貴子   | 坂本憲一 塚本英子     | 粂田芳孝 手塚明美     |
| 昭和54年度 | 1979   | 東京      | 高島規郎       | 小野誠治       | 和田理枝       | 高橋とわ子     | 小野誠治 福江滋留     | 村上茂 今福護         | 高橋省子 川東加代子   | 菅谷佳代 塚本英子     | 阿部博幸 福田京子     | 前原正浩 漆尾珠枝     |
| 昭和55年度 | 1980   | 東京      | 阿部博幸       | 小野誠治       | 和田理枝       | 嶋内よし子     | 海鉾仁 塩田晋宏       | 織部幸治 井上武弘     | 神田絵美子 山下恵子   | 岩田浩子 秋和百合子   | 村上力 村上美枝子     | 阿部博幸 福田京子     |
| 昭和56年度 | 1981   | 東京      | 前原正浩       | 坂本憲一       | 嶋内よし子     | 岩田浩子       | 前原正浩 阿部博幸     | 渡辺武弘 斎藤清       | 神田絵美子 山下恵子   | 林愉美 稲森愛弓       | 小森孝則 浦喜久       | 福江滋留 福田陽登美   |
| 昭和57年度 | 1982   | 東京      | 斎藤清         | 糠塚重造       | 神田絵美子     | 和田理枝       | 渡辺武弘 斎藤清       | 織部幸治 井上武弘     | 神田絵美子 山下恵子   | 山崎温子 大川百合子   | 斎藤清 嶋内よし子     | 小森孝則 浦喜久       |
| 昭和58年度 | 1983   | 東京      | 斎藤清         | 糠塚重造       | 星野美香       | 神田絵美子     | 渡辺武弘 斎藤清       | 清水拡嗣 海鉾仁       | 神田絵美子 山下恵子   | 川東加代子 大岩裕美子 | 斎藤清 嶋内よし子     | 阿部博幸 山下恵子     |
| 昭和59年度 | 1984   | 東京      | 斎藤清         | 糠塚重造       | 星野美香       | 山下さとみ     | 渡辺武弘 斎藤清       | 清水拡嗣 海鉾仁       | 橘川美紀 斉藤美香子   | 名和史 高橋頼子       | 大竹克利 石田清美     | 宮崎義仁 秋和百合子   |
| 昭和60年度 | 1985   | 東京      | 斎藤清         | 小野誠治       | 星野美香       | 石田清美       | 渡辺武弘 斎藤清       | 前原正浩 阿部博幸     | 山下さとみ 幸野信子   | 橘川美紀 斉藤美香子   | 桜井正喜 山下さとみ   | 斎藤清 細川幸智子     |
| 昭和61年度 | 1986   | 東京      | 小野誠治       | 渡辺武弘       | 星野美香       | 石田清美       | 金島博之 山内篤       | 村上武 糠塚重造       | 橘川美紀 斉藤美香子   | 渋谷美保 星野美香     | 斎藤清 細川幸智子     | 桜井正喜 山下さとみ   |
| 昭和62年度 | 1987   | 東京      | 糠塚重造       | 桜井正喜       | 星野美香       | 村松由希子     | 渋谷浩 松下浩二       | 宮崎義仁 村上恭和     | 謝春英 陳莉莉         | 星野美香 名和史       | 斎藤清 細川幸智子     | 木村正幸 橘川美紀     |
| 昭和63年度 | 1988   | 東京      | 斎藤清         | 小野誠治       | 佐藤利香       | 星野美香       | 小野誠治 三上雅也     | 井坂俊正 末次正美     | 山田道代 星野美香     | 小野ひとみ 村松由希子 | 斎藤清 細川幸智子     | 木村正幸 橘川美紀     |
| 平成元年度 | 1989   | 東京      | 斎藤清         | 岡部茂樹       | 星野美香       | 室重明世       | 渋谷浩 松下浩二       | 丹藤貴 山本恒安       | 鄭慧萍 詹莉           | 星野美香 高橋頼子     | 黄若東 鄭慧萍         | 袁建剛 呉瓊           |
| 平成2年度  | 1990   | 東京      | 斎藤清         | 渡辺武弘       | 星野美香       | 佐藤利香       | 渋谷浩 松下浩二       | 末次正美 小泉純彦     | 秋山真樹子 山谷弘子   | 日高利恵子 細山田智美 | 渡辺武弘 大野知子     | 山内篤 細山田智美     |
| 平成3年度  | 1991   | 東京      | 渡辺武弘       | 渋谷浩         | 佐藤利香       | 石田清美       | 小野誠治 三上雅也     | 田原直昌 川嶋崇弘     | 橘川美紀 佐藤利香     | 岡村篤子 丸木貴美子   | 渡辺武弘 大野知子     | 木村正幸 橘川美紀     |
| 平成4年度  | 1992   | 東京      | 斎藤清         | 岩崎清信       | 小山ちれ       | 石田清美       | 渋谷浩 松下浩二       | 佐藤真二 大平信悟     | 河野文江 大柿柴保     | 益田誌保 米倉知子     | 渡辺武弘 大野知子     | 川嶋崇弘 小貫菜穂子   |
| 平成5年度  | 1993   | 東京      | 松下浩二       | 糀谷博和       | 小山ちれ       | 佐藤利香       | 渡辺武弘 松下雄二     | 橋本正浩 矢島淑雄     | 益田誌保 米倉知子     | 河野文江 大柿柴保     | 高志亮 室重明世       | 岩崎清信 松本雪乃     |
| 平成6年度  | 1994   | 東京      | 今枝一郎       | 松下雄二       | 小山ちれ       | 佐藤利香       | 中田幸信 田崎俊雄     | 渋谷浩 松下浩二       | 佐藤利香 金上英代     | 海津富美代 櫛引理恵   | 小泉慶秀己 小貫菜穂子 | 岩崎清信 松本雪乃     |
| 平成7年度  | 1995   | 東京      | 松下浩二       | 渋谷浩         | 小山ちれ       | 東童多英子     | 渋谷浩 松下浩二       | 岩崎清信 森本洋治     | 河野文江 大柿柴保     | 東童多英子 財津恵     | 鬼頭明 西飯由香       | 野平直孝 大柿柴保     |
| 平成8年度  | 1996   | 東京      | 岩崎清信       | 渋谷浩         | 小山ちれ       | 松岡りか       | 中田幸信 田崎俊雄     | 佐藤計 木村正幸       | 高草由紀 坂田愛       | 道広友子 松岡りか     | 鬼頭明 西飯由香       | 森本洋治 河野文江     |
| 平成9年度  | 1997   | 東京      | 偉関晴光       | 高志亮         | 小山ちれ       | 塩見亜矢子     | 中田幸信 田崎俊雄     | 渋谷浩 松下浩二       | 河野文江 大柿柴保     | 辻本理恵 藤沼亜衣     | 橋本正浩 金氏雅美     | 村上裕和 浜田華奈子   |
| 平成10年度 | 1998   | 東京      | 偉関晴光       | 徳村智彦       | 坂田愛         | 小山ちれ       | 佐藤利明 井之上善紀   | 糀谷博和 平亮太       | 西飯美幸 西飯由香     | 松岡りか 金氏雅美     | 川嶋崇弘 偉関絹子     | 河原祐二 松富心       |
| 平成11年度 | 1999   | 東京      | 渋谷浩         | 偉関晴光       | 小山ちれ       | 坂田愛         | 渋谷浩 松下浩二       | 高志亮 森本洋治       | 西飯美幸 西飯由香     | 東童多英子 森川千絵   | 安藤正勝 西飯由香     | 倉嶋洋介 河村朋枝     |
| 平成12年度 | 2000   | 名古屋    | 偉関晴光       | 松下浩二       | 小山ちれ       | 羽佳純子       | 鬼頭明 野平直孝       | 渋谷浩 松下浩二       | 西飯美幸 西飯由香     | 四元直美 高橋美貴江   | 小林仁 西飯美幸       | 森本洋治 河野文江     |
| 平成13年度 | 2001   | 東京      | 松下浩二       | 偉関晴光       | 梅村礼         | 小西杏         | 渋谷浩 松下浩二       | 川田貴之 渡辺将人     | 梅村礼 岡崎恵子       | 西飯美幸 西飯由香     | 倉嶋洋介 河村朋枝     | 新井周 小西杏         |
| 平成14年度 | 2002   | 東京      | 松下浩二       | 木方慎之介     | 梅村礼         | 藤沼亜衣       | 倉嶋洋介 木方慎之介   | 矢島淑雄 野平直孝     | 小西杏 福原愛         | 塩見亜矢子 今坂亮子   | 渡辺将人 東郷媛       | 真田浩二 西飯由香     |
| 平成15年度 | 2004   | 東京      | 偉関晴光       | 新井周         | 平野早矢香     | 藤井寛子       | 鬼頭明 田崎俊雄       | 加山兵伍 新井周       | 小西杏 福原愛         | 松富心 高橋美貴江     | 新井周 小西杏         | 下山隆敬 武田明子     |
| 平成16年度 | 2005   | 東京      | 吉田海偉       | 偉関晴光       | 平野早矢香     | 末益亜紗美     | 倉嶋洋介 田勢邦史     | 徳村智彦 田崎俊雄     | 小西杏 福原愛         | 金沢咲希 末益亜紗美   | 坂本竜介 福原愛       | 渡辺将人 東郷媛       |
| 平成17年度 | 2006   | 東京      | 吉田海偉       | 松下浩二       | 金沢咲希       | 小西杏         | 倉嶋洋介 田勢邦史     | 鬼頭明 大森隆弘       | 高橋美貴江 潮崎由香   | 藤沼亜衣 樋浦令子     | 足立卓也 福岡春菜     | 坂本竜介 福原愛       |
| 平成18年度 | 2007   | 東京      | 水谷隼         | 吉田海偉       | 平野早矢香     | 藤井寛子       | 水谷隼 岸川聖也       | 木方慎之介 真田浩二   | 金沢咲希 藤井寛子     | 田勢美貴江 潮崎由香   | 坂本竜介 福原愛       | 谷口祐二 大橋香織     |
| 平成19年度 | 2008   | 東京      | 水谷隼         | 吉田海偉       | 平野早矢香     | 樋浦令子       | 水谷隼 岸川聖也       | 倉嶋洋介 田勢邦史     | 福原愛 照井萌美       | 藤沼亜衣 樋浦令子     | 田勢邦史 田勢美貴江   | 渡辺将人 四元奈生美   |
| 平成20年度 | 2009   | 東京      | 水谷隼         | 松平健太       | 平野早矢香     | 王輝           | 水谷隼 岸川聖也       | 時吉佑一 横山友一     | 平野早矢香 石川佳純   | 福原愛 照井萌美       | 田勢邦史 田勢美貴江   | 水野裕哉 梶本麻莉菜   |
| 平成21年度 | 2010   | 東京      | 水谷隼         | 吉田海偉       | 王輝           | 藤沼亜衣       | 水谷隼 岸川聖也       | 軽部隆介 池田和正     | 藤井寛子 若宮三紗子   | 平野早矢香 樋浦令子   | 松平健太 石川佳純     | 藤本海統 鳥居夕華     |
| 平成22年度 | 2011   | 東京      | 水谷隼         | 張一博         | 石川佳純       | 藤井寛子       | 松平健太 丹羽孝希     | 水谷隼 岸川聖也       | 藤井寛子 若宮三紗子   | 阿部恵 小野思保       | 瀬山辰男 坂本夕佳     | 松平健太 石川佳純     |
| 平成23年度 | 2012   | 東京      | 吉村真晴       | 水谷隼         | 福原愛         | 石川佳純       | 水谷隼 岸川聖也       | 共田準吾 加藤由行     | 藤井寛子 若宮三紗子   | 阿部恵 小野思保       | 松平賢二 若宮三紗子   | 大矢英俊 森薗美咲     |
| 平成24年度 | 2013   | 東京      | 丹羽孝希       | 水谷隼         | 福原愛         | 石川佳純       | 松平健太 丹羽孝希     | 坂本竜介 笠原弘光     | 藤井寛子 若宮三紗子   | 小野思保 森薗美咲     | 田添健汰 前田美優     | 吉村真晴 石川佳純     |
| 平成25年度 | 2014   | 東京      | 水谷隼         | 町飛鳥         | 石川佳純       | 森さくら       | 森薗政崇 三部航平     | 水谷隼 岸川聖也       | 平野早矢香 石川佳純   | 中川博子 土田美佳     | 張一博 森薗美咲       | 吉村真晴 石川佳純     |
| 平成26年度 | 2015   | 東京      | 水谷隼         | 神巧也         | 石川佳純       | 森薗美咲       | 森薗政崇 三部航平     | 水谷隼 岸川聖也       | 平野早矢香 石川佳純   | 阿部愛莉 森薗美月     | 吉村真晴 石川佳純     | 松平賢二 若宮三紗子   |
| 平成27年度 | 2016   | 東京      | 水谷隼         | 張一博         | 石川佳純       | 平野美宇       | 水谷隼 吉田雅己       | 松生直明 鹿屋良平     | 天野優 中島未早希     | 土井みなみ 土田美紀   | 田添健汰 前田美優     | 宮本幸典 高橋真梨子   |
| 平成28年度 | 2017   | 東京      | 水谷隼         | 吉村和弘       | 平野美宇       | 石川佳純       | 丹羽孝希 酒井明日翔   | 藤村友也 吉村和弘     | 平田有貴 永尾尭子     | 土田美佳 宋恵佳       | 田添健汰 前田美優     | 吉村真晴 石川佳純     |
| 平成29年度 | 2018   | 東京      | 張本智和       | 水谷隼         | 伊藤美誠       | 平野美宇       | 水谷隼 大島祐哉       | 上田仁 𠮷田雅己       | 伊藤美誠 早田ひな     | 塩見真希 梅村優香     | 森薗政崇 伊藤美誠     | 軽部隆介 松本優希     |
| 平成30年度 | 2019   | 大阪      | 水谷隼         | 大島祐哉       | 伊藤美誠       | 木原美悠       | 張本智和 木造勇人     | 松山祐季 高見真己     | 伊藤美誠 早田ひな     | 芝田沙季 大藤沙月     | 森薗政崇 伊藤美誠     | 張本智和 長﨑美柚     |
| 2020年     | 2020   | 大阪      | 宇田幸矢       | 張本智和       | 早田ひな       | 石川佳純       | 三部航平 及川瑞基     | 戸上隼輔 宮川昌大     | 伊藤美誠 早田ひな     | 芝田沙季 大藤沙月     | 森薗政崇 伊藤美誠     | 張本智和 長﨑美柚     |
| 2021年     | 2021   | 大阪      | 及川瑞基       | 森薗政崇       | 石川佳純       | 伊藤美誠       | （開催中止）          | （開催中止）          | （開催中止）          | （開催中止）          | （開催中止）          | （開催中止）          |
| 2022年     | 2022   | 東京      | 戸上隼輔       | 松平健太       | 伊藤美誠       | 早田ひな       | 宇田幸矢 戸上隼輔     | 張本智和 森薗政崇     | 伊藤美誠 早田ひな     | 宋恵佳 成本綾海       | 張本智和 早田ひな     | 吉村真晴 鈴木李茄     |
| 2023年     | 2023   | 東京      | 戸上隼輔       | 張本智和       | 早田ひな       | 木原美悠       | 張本智和 森薗政崇     | 及川瑞基 松島輝空     | 伊藤美誠 早田ひな     | 成本綾海 井絢乃       | 張本智和 早田ひな     | 田中佑汰 田中千秋     |
| 2024年     | 2024   | 東京      | 張本智和       | 戸上隼輔       | 早田ひな       | 張本美和       | 小林広夢 伊藤礼博     | 張本智和 森薗政崇     | 木原美悠 長﨑美柚     | 佐藤瞳 橋本帆乃香     | 篠塚大登 木原美悠     | 谷垣佑真 岡田琴菜     |
| 2025年     | 2025   | 東京 豊田 | 松島輝空       | 篠塚大登       | 早田ひな       | 張本美和       | 飯村悠太 木方圭介     | 岩井田駿斗 中野琥珀   | 麻生麗名 笹尾明日香   | 梅村優香 塩見真希     | 木造勇人 安藤みなみ   | 小野寺翔平 枝廣愛     |

1941年度から1945年度まで第二次世界大戦のため中断した。

## ジュニアの部

### 概要
全日本卓球選手権大会と同時期、同会場で行われる、18歳以下の高校2年生迄が出場可能なジュニアの大会である(高校3年生も出場可能な時期はあった)。競技種目は男女シングルスのみで基本的には日本国籍の者しか出場することができない。

### 大会方式
ノックアウトトーナメント方式を採用。
11ポイント5ゲームマッチ。

### 歴代結果
| 開催回     | 開催年 | 開催地 | 男子シングルス | 男子シングルス | 女子シングルス | 女子シングルス |
| 開催回     | 開催年 | 開催地 | 優勝           | 準優勝         | 優勝           | 準優勝         |
| ---------- | ------ | ------ | -------------- | -------------- | -------------- | -------------- |
| 昭和25年度 | 1951   | 諏訪   | 竹内修         | 山田清治       | 神谷節子       | 田口登久子     |
| 昭和26年度 | 1951   | 京都   | 関原武         | 安田啓一       | 川口沙智子     | 石原れい子     |
| 昭和27年度 | 1953   | 徳島   | 坂本昇         | 松村正俊       | 一井玲子       | 松岡哲子       |
| 昭和28年度 | 1953   | 天理   | 坂本昇         | 加藤盛保       | 難波多慧子     | 松岡哲子       |
| 昭和29年度 | 1954   | 横須賀 | 成田静司       | 波岡実         | 亀井敬子       | 原田寿子       |
| 昭和30年度 | 1955   | 東京   | 中西義治       | 豊巻良夫       | 設楽義子       | 内田路子       |
| 昭和31年度 | 1956   | 東京   | 米田従道       | 小峰敏資       | 小川節子       | 中山千鶴子     |
| 昭和32年度 | 1957   | 東京   | 渡辺匡啓       | 角田信義       | 藤井紀代子     | 塚本とよ       |
| 昭和33年度 | 1958   | 大宮   | 瀬川栄次       | 中山春生       | 吉田たみ子     | 中山千鶴子     |
| 昭和34年度 | 1959   | 東京   | 大橋紘明       | 太田貞夫       | 山中教子       | 大岩香津子     |
| 昭和35年度 | 1960   | 東京   | 有本登         | 中村博保       | 黒崎南海子     | 玉本征子       |
| 昭和36年度 | 1961   | 東京   | 根村猛         | 吉田洋二       | 深津尚子       | 岸純子         |
| 昭和37年度 | 1962   | 東京   | 馬場園憲       | 梨本甫         | 富田洋子       | 浅枝敏子       |
| 昭和38年度 | 1963   | 東京   | 石井清彦       | 河野満         | 大島洋子       | 阪本義江       |
| 昭和39年度 | 1964   | 東京   | 河野満         | 馬場千明       | 坂本義枝       | 増山トク       |
| 昭和40年度 | 1965   | 東京   | 仲村渠功       | 北村隆         | 大関行江       | 小川敦子       |
| 昭和41年度 | 1966   | 名古屋 | 高橋行光       | 木内博         | 村上静代       | 今野安子       |
| 昭和42年度 | 1967   | 名古屋 | 古賀法男       | 山本三次       | 中村洋子       | 御子貝静江     |
| 昭和43年度 | 1968   | 名古屋 | 村上博己       | 日浦孝治       | 大関政江       | 阿部多津子     |
| 昭和44年度 | 1969   | 東京   | 田村隆         | 金沢光信       | 横田幸子       | 阿部弘子       |
| 昭和45年度 | 1970   | 伊勢   | 黒田亨         | 山田真         | 猪狩栄子       | 枝野とみえ     |
| 昭和46年度 | 1971   | 東京   | 久世雅之       | 松岡宏         | 内田恒代       | 高村重乃       |
| 昭和47年度 | 1972   | 名古屋 | 阿部博幸       | 古谷宏忠       | 内田恒代       | 青木明美       |
| 昭和48年度 | 1973   | 東京   | 天野悟         | 岡田倫明       | 高橋紀子       | 新保富美子     |
| 昭和49年度 | 1974   | 東京   | 清水正夫       | 坂本憲一       | 松田一三       | 福田京子       |
| 昭和50年度 | 1975   | 東京   | 村松新五       | 山本克治       | 川東加代子     | 田村友子       |
| 昭和51年度 | 1976   | 東京   | 竹之内君明     | 海鉾仁         | 田村友子       | 伊藤文子       |
| 昭和52年度 | 1977   | 東京   | 吉浦忠行       | 糠塚重造       | 岩田浩子       | 沢田佳子       |
| 昭和53年度 | 1979   | 東京   | 福田可信       | 渡辺武弘       | 小西淑子       | 石橋美星       |
| 昭和54年度 | 1979   | 東京   | 斎藤清         | 石垣敏夫       | 漆尾ゆりえ     | 野平美恵子     |
| 昭和55年度 | 1980   | 東京   | 野尻俊宣       | 河本茂雄       | 福田紀子       | 渋谷美保       |
| 昭和56年度 | 1981   | 東京   | 池田研一       | 田村卓         | 細矢順子       | 星野美香       |
| 昭和57年度 | 1982   | 東京   | 小林智之       | 渋谷浩         | 橘川美紀       | 森真紀子       |
| 昭和58年度 | 1983   | 東京   | 岩崎清信       | 松下浩二       | 室重明世       | 下長智子       |
| 昭和59年度 | 1984   | 東京   | 伊藤誠         | 小泉純彦       | 内山京子       | 山口裕恵       |
| 昭和60年度 | 1985   | 東京   | 西川雅也       | 迫田正実       | 内山京子       | 松崎静香       |
| 昭和61年度 | 1986   | 東京   | 矢島淑雄       | 入山浩治       | 吉田静子       | 岡村篤子       |
| 昭和62年度 | 1987   | 東京   | 徳村智彦       | 小笠原剛士     | 佐藤利香       | 小貫菜穂子     |
| 昭和63年度 | 1988   | 東京   | 平亮太         | 徳村智彦       | 佐藤利香       | 大場範子       |
| 平成元年度 | 1989   | 東京   | 森本洋治       | 鬼頭明         | 河合雅世       | 横田亜希       |
| 平成2年度  | 1990   | 東京   | 今枝一郎       | 仲村錦治郎     | 大島美絵       | 野末愉美       |
| 平成3年度  | 1991   | 東京   | 仲村錦治郎     | 今枝一郎       | 松岡りか       | 村上敏恵       |
| 平成4年度  | 1992   | 東京   | 村上裕和       | 竹谷康一       | 西飯由香       | 塩見亜矢子     |
| 平成5年度  | 1993   | 東京   | 遊澤亮         | 辻本真也       | 河野文江       | 岡崎恵子       |
| 平成6年度  | 1994   | 東京   | 真田浩二       | 木方慎之介     | 辻本理恵       | 藤田由希       |
| 平成7年度  | 1995   | 東京   | 真田浩二       | 岡地智之       | 川越真由       | 武田明子       |
| 平成8年度  | 1996   | 東京   | 谷口祐二       | 高松雅幸       | 武田明子       | 小西杏         |
| 平成9年度  | 1997   | 東京   | 柳田敏則       | 三田村宗明     | 小西杏         | 田中三華       |
| 平成10年度 | 1998   | 東京   | 三田村宗明     | 柳田敏則       | 藤沼亜衣       | 福原愛         |
| 平成11年度 | 1999   | 東京   | 坂本竜介       | 岸川一星       | 藤井寛子       | 樋浦令子       |
| 平成12年度 | 2000   | 名古屋 | 高木和健一     | 中野祐介       | 平野早矢香     | 樋浦令子       |
| 平成13年度 | 2001   | 東京   | 高木和健一     | 時吉佑一       | 福原愛         | 杉田早苗       |
| 平成14年度 | 2002   | 東京   | 岸川聖也       | 時吉佑一       | 福原愛         | 伊藤みどり     |
| 平成15年度 | 2004   | 東京   | 水谷隼         | 横山友一       | 福原愛         | 岡本真由子     |
| 平成16年度 | 2005   | 東京   | 高木和卓       | 水谷隼         | 石塚美和子     | 井上朋美       |
| 平成17年度 | 2006   | 東京   | 水谷隼         | 高木和卓       | 照井萌美       | 石垣優香       |
| 平成18年度 | 2007   | 東京   | 水谷隼         | 松平賢二       | 石川佳純       | 藤井優子       |
| 平成19年度 | 2008   | 東京   | 上田仁         | 平野友樹       | 石川佳純       | 藤井優子       |
| 平成20年度 | 2009   | 東京   | 上田仁         | 松平健太       | 石川佳純       | 森薗美咲       |
| 平成21年度 | 2010   | 東京   | 丹羽孝希       | 平野友樹       | 石川佳純       | 森薗美咲       |
| 平成22年度 | 2011   | 東京   | 丹羽孝希       | 吉田雅己       | 三宅菜津美     | 松本優希       |
| 平成23年度 | 2012   | 東京   | 丹羽孝希       | 吉田雅己       | 谷岡あゆか     | 平野美宇       |
| 平成24年度 | 2013   | 東京   | 森薗政崇       | 三部航平       | 松平志穂       | 浜本由惟       |
| 平成25年度 | 2014   | 東京   | 吉村和弘       | 酒井明日翔     | 加藤美優       | 平野美宇       |
| 平成26年度 | 2015   | 東京   | 及川瑞基       | 三部航平       | 伊藤美誠       | 早田ひな       |
| 平成27年度 | 2016   | 東京   | 木造勇人       | 緒方遼太郎     | 浜本由惟       | 橋本帆乃香     |
| 平成28年度 | 2017   | 東京   | 木造勇人       | 宮本春樹       | 笹尾明日香     | 長﨑美柚       |
| 平成29年度 | 2018   | 東京   | 張本智和       | 宇田幸矢       | 長﨑美柚       | 塩見真希       |
| 平成30年度 | 2019   | 大阪   | 戸上隼輔       | 宇田幸矢       | 出澤杏佳       | 大藤沙月       |
| 2020年     | 2020   | 大阪   | 吉山僚一       | 松島輝空       | 大藤沙月       | 小塩遥菜       |
| 2021年     | 2021   | 大阪   | 濱田一輝       | 鈴木颯         | 大藤沙月       | 横井咲桜       |
| 2022年     | 2022   | 東京   | 吉山僚一       | 松島輝空       | 木原美悠       | 張本美和       |
| 2023年     | 2023   | 東京   | 萩原啓至       | 松島輝空       | 張本美和       | 小塩悠菜       |
| 2024年     | 2024   | 東京   | 松島輝空       | 吉山和希       | 張本美和       | 面手凛         |
| 2025年     | 2025   | 東京   | 吉山和希       | 川上流星       | 張本美和       | 面手凛         |

## 団体の部

### 概要
毎年10月頃に翌年の国体のリハーサルとして行われる。
その年に行われた、全日本実業団卓球選手権大会、日本卓球リーグ前期、全日本大学対抗卓球選手権上位のチームのほか、全国高等学校卓球選手権大会上位チーム、地元選抜チーム、ジュニアナショナルチーム（JNT）を加えた、男女各12チームで行われる団体戦。

### 大会方式
1チーム3名による団体戦。シングルス5戦3先勝。
1グループ4組のグループリーグ方式を採用。勝利2・敗北1・棄権0の勝ち点制により勝ち点上位1チームとワイルドカード1チーム（2位チームの最高成績）の4チームよる準決勝・決勝で日本一を争う。

### 歴代優勝チーム
| 年度 | 開催地 | 男子           | 女子                     |
| ---- | ------ | -------------- | ------------------------ |
| 1966 | 愛知   | 全日本選抜Ａ   | 全日本選抜Ａ             |
| 1967 | 愛知   | 専修大学       | 大生信用組合             |
| 1968 | 愛知   | 専修大学       | 名古屋市                 |
| 1969 | 静岡   | 専修大学       | 専修大学                 |
| 1970 | 三重   | 専修大学       | 青山学院大学             |
| 1971 | 東京   | 専修大学       | 大生信用組合             |
| 1972 | 愛知   | シチズン時計   | 大生信用組合             |
| 1973 | 大阪   | 日本楽器製造   | 愛知工業大学             |
| 1974 | 三重   | シチズン時計   | 富士短期大学             |
| 1975 | 佐賀   | 近畿大学       | 富士短期大学             |
| 1976 | 青森   | 近畿大学       | 専修大学                 |
| 1977 | 長野   | 近畿大学       | 第一勧業銀行             |
| 1978 | 宮崎   | 協和発酵工業   | 第一勧業銀行             |
| 1979 | 栃木   | 日本楽器製造   | 富士短期大学             |
| 1980 | 滋賀   | シチズン時計   | 川崎製鉄千葉             |
| 1981 | 島根   | 明治大学       | 日産自動車               |
| 1982 | 群馬   | 明治大学       | 日産自動車               |
| 1983 | 奈良   | 日本楽器製造   | 日産自動車               |
| 1984 | 鳥取   | 川崎製鉄千葉   | 日産自動車               |
| 1985 | 山梨   | 日産自動車     | 青山学院大学             |
| 1986 | 沖縄   | 日本楽器製造   | 武田薬品湘南             |
| 1987 | 京都   | 日産自動車     | 日産自動車               |
| 1988 | 北海道 | 日産自動車     | 三井銀行                 |
| 1989 | 福岡   | 日産自動車     | 住友生命                 |
| 1990 | 石川   | 協和発酵工業   | 日産自動車               |
| 1991 | 山形   | 日産自動車     | 日産自動車               |
| 1992 | 香川   | ヤマハ         | 日産自動車               |
| 1993 | 愛知   | びわこ銀行     | 武田薬品湘南             |
| 1994 | 福島   | 日産自動車     | 松下電器                 |
| 1995 | 広島   | 日産自動車     | 日本生命                 |
| 1996 | 大阪   | グランプリ     | 日本生命                 |
| 1997 | 神奈川 | 日産自動車     | 松下電器                 |
| 1998 | 熊本   | 日産自動車     | 日本生命                 |
| 1999 | 富山   | 日産自動車     | 日本生命                 |
| 2000 | 宮城   | 東京アート     | 日本生命                 |
| 2001 | 高知   | 日産自動車     | 日本生命                 |
| 2002 | 静岡   | 東京アート     | 日本生命                 |
| 2003 | 埼玉   | 東京アート     | 淑徳大学                 |
| 2004 | 岡山   | 日産自動車     | 日本生命                 |
| 2005 | 兵庫   | 東京アート     | 日本生命                 |
| 2006 | 秋田   | 東京アート     | 日本生命                 |
| 2007 | 大分   | 日産自動車     | 日本生命                 |
| 2008 | 新潟   | 東京アート     | 日立化成                 |
| 2009 | 千葉   | 東京アート     | 日立化成                 |
| 2010 | 山口   | 東京アート     | 日本生命                 |
| 2011 | 岐阜   | 東京アート     | 淑徳大学                 |
| 2012 | 東京   | 東京アート     | 中国電力                 |
| 2013 | 長崎   | 東京アート     | 日本生命                 |
| 2014 | 和歌山 | 東京アート     | 日本生命                 |
| 2015 | 岩手   | 協和発酵キリン | 日立化成                 |
| 2016 | 愛媛   | 東京アート     | 中国電力                 |
| 2017 | 福井   | 協和発酵キリン | 日立化成                 |
| 2018 | 茨城   | リコー         | ジュニアナショナルチーム |
| 2019 | 鹿児島 | 東京アート     | 中国電力                 |
| 2020 | 三重   | 中止           | 中止                     |
| 2021 | 栃木   | 東京アート     | 中国電力                 |
| 2022 | 鹿児島 | 愛知工業大学   | ジュニアナショナルチーム |
| 2023 | 佐賀   | ファースト     | デンソー                 |
| 2024 | 滋賀   | ファースト     | 中国電力ライシス         |

## 中継
準決勝をNHK BS1で、決勝をNHK Eテレで生中継しているが、2020年度は皇后盃全国女子駅伝中止に伴う代替編成により、NHK総合テレビで男女決勝が放送された（一部時間帯は大相撲中継とのマルチ編成。Eテレは通常時に準じた番組を編成）。
また、2022年は1月30日（日曜日）に総合テレビで男女シングルス決勝が放送されたが、NHK富山放送局とNHK広島放送局では、バスケットボールB.LEAGUE・富山グラウジーズ対広島ドラゴンフライズ戦（富山県での開催だが広島放送局制作）を放送したため、サブチャンネルでの放送となった。2024年大会は能登半島地震に伴う非常放送体制に伴い、テレビ放送では一部時間帯でマルチ編成を行い、サブチャンネルにて放送した。
また2016年度からはLabo LiveがNHKが中継を行わなかった準決勝まで全試合を無料でインターネット配信を行っていた、2021年度からは日本卓球協会が独自の配信プラットフォーム卓球TVで全試合を無料でインターネット配信を行っている。